# Лиманный (Ставропольский край)
Лима́нный — посёлок в Новоалександровском районе (городском округе) Ставропольского края России.

## Географическое положение
Расстояние до краевого центра: 98 км. Расстояние до районного центра: 24 км.

## История
Насённый пункт встречается на двухкилометровой карте РККА 1941 года (подписан как 3-е отд. свх.). Во время Великой Отечественной войны с августа 1942 года находился в оккупации. Освобождён 26 января 1943 года.
По состоянию на 1 мая 1953 года числился в составе Темижбекского поссовета Новоалександровского района как посёлок Отделения № 3 Темижбекского зерносовхоза. В 1959 году — посёлок Отделения № 3 совхоза «Темижбекский», Темижбекского сельсовета.
В феврале 1963 года вместе с другими населёнными пунктами Темижбекского сельсовета передан из упразднённого Новоалександровского района в Красногвардейский район; с марта 1964 года — в составе вновь образованного Новоалександровского района.
В соответствии с Указом Президиума Верховного Совета РСФСР от 21 сентября 1964 года посёлок Третье отделение совхоза «Темижбекский» переименован в посёлок Лиманный.
Решением Ставропольского крайисполкома от 5 января 1972 года посёлок Лиманный выделен из Темижбекского сельсовета в состав Расшеватского сельсовета.
18 октября 1990 года Президиум Ставропольского краевого Совета народных депутатов решил «Образовать в Новоалександровском районе Радужский сельсовет с центром в посёлке Радуга, включив в его состав выделенные из Расшеватского сельсовета этого же района посёлки Радуга и Лиманный».
Находился в составе муниципального образования «Сельское поселение Радужский сельсовет» (упразднено 1 мая 2017 года).

## Население
| 1989 | 2002 | 2010 | 2014 | 2023 |
| ---- | ---- | ---- | ---- | ---- |
| 216  | ↗282 | ↗295 | ↗300 | ↘275 |

По данным переписи 2002 года, 75 % населения — русские.

## Инфраструктура
- Детский сад № 47 «Одуванчик»[19]
- Кладбище посёлка Лиманный (общественное открытое). Площадь 5000 м²[20]

## Улицы
Карла Маркса, Красная, Северная.